# 매들린 지마
매들린 지마(Madeline Zima, 1985년 10월 16일 ~ )는 미국의 배우이다.